# Osornophryne puruanta
Osornophryne puruanta är en groddjursart som beskrevs av Andrew Gallagher Gluesenkamp och Juan M. Guayasamin 2008. Osornophryne puruanta ingår i släktet Osornophryne och familjen paddor. Inga underarter finns listade i Catalogue of Life.